# Dichelostemma congestum
Dichelostemma congestum es una planta herbácea,  perenne y bulbosa perteneciente de la subfamilia Brodiaeoideae de las asparagáceas. Es nativa de las colinas y montañas del oeste de Estados Unidos.

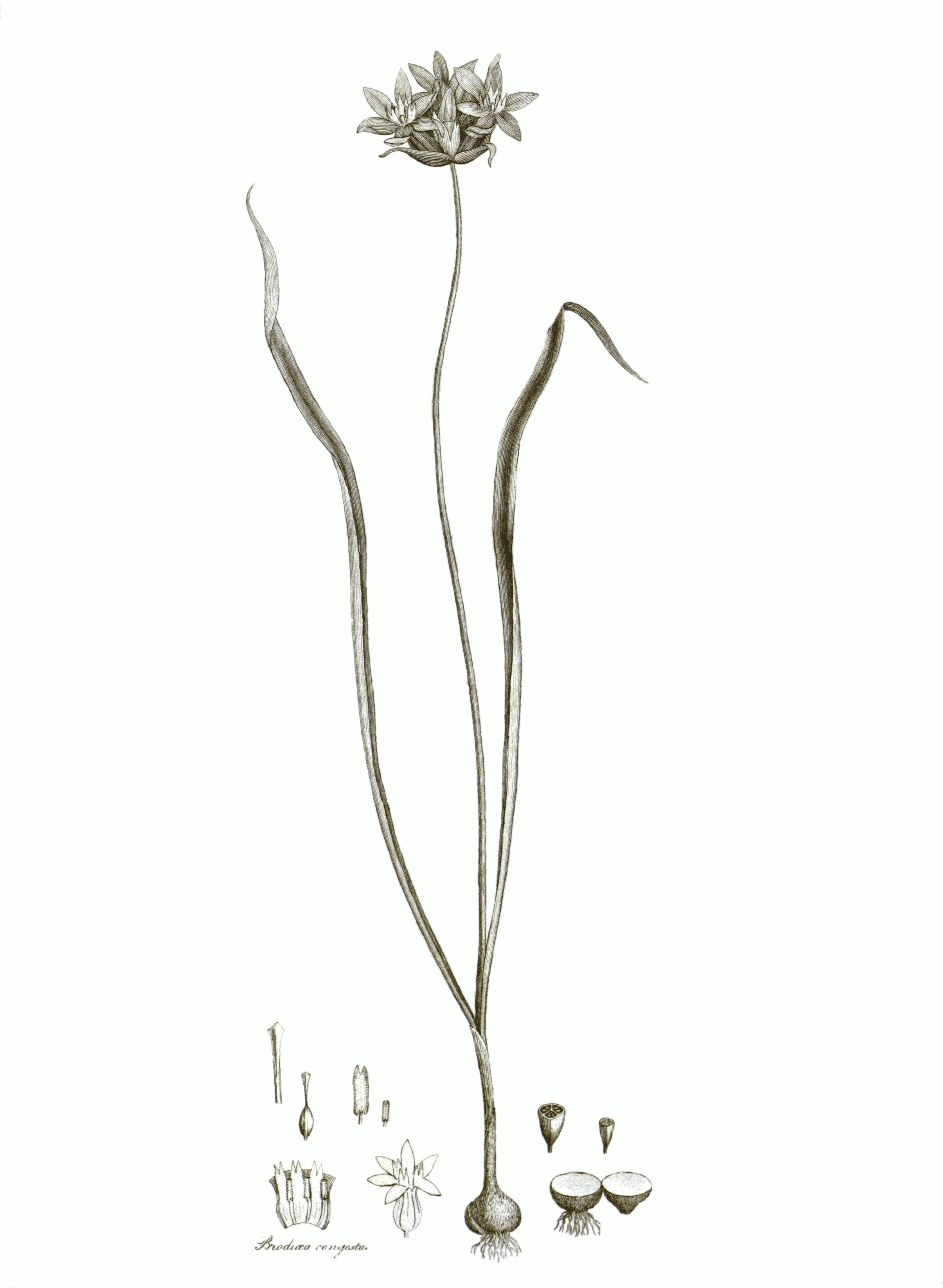
Ilustración

## Descripción
Su escapo delgado y sin hojas remata en una inflorescencia que lleva de seis a 15 flores densamente agrupadas, en tonos de púrpura brillante y con una longitud de 1 cm. 

## Taxonomía
Dichelostemma congestum fue descrita por (Sm.) Kunth  y publicado en Enumeratio Plantarum Omnium Hucusque Cognitarum 4: 470. 1843.
Sinonimia
- Brodiaea congesta Sm.
- Brodiaea pulchella (Salisb.) Greene
- Dichelostemma pulchellum (Salisb.) A.Heller
- Hookera congesta (Sm.) Jeps.
- Hookera pulchella Salisb.[2][3]